# ژوپانوویتسه (ناحیه ییندریخوف هرادتس)
ژوپانوویتسه (به چکی: Županovice) یک منطقهٔ مسکونی در جمهوری چک است که در ناحیه ییندریخوف هرادتس واقع شده‌است. ژوپانوویتسه ۴٫۴۶ کیلومتر مربع مساحت و ۵۳ نفر جمعیت دارد و ۵۱۲ متر بالاتر از سطح دریا واقع شده‌است.